# 谷本道哉
谷本 道哉（たにもと みちや、1972年11月21日 - ）は、日本の運動生理学者。順天堂大学スポーツ健康科学部教授。博士（学術）（東京大学）。NHK番組『みんなで筋肉体操』の出演者として知られる。

## 経歴
静岡県静岡市出身。1991年、静岡県立静岡高等学校卒業。大阪大学工学部船舶海洋工学科を卒業後、某大手建設会社に就職。
就職して２、３年目くらいに、ボディービルディングの専門誌で、後に東京大学大学院総合文化研究科の恩師となる石井直方の記事を読む。「この人の元で学びたい」と、東大大学院へ入るための勉強を始めた。働きながら１年半くらい勉強して、入学試験を受ける年の春に会社を辞めて大阪から上京。ゴールドジムの正社員として働きながら勉強を続け、大学院の試験に合格する。
東京大学大学院総合文化研究科の石井直方研究室で学び、修士と博士課程を修了、「筋発揮張力維持法を取り入れたトレーニングに関する研究 (Effects of low-intensity resistance exercise with slow movement and tonic force generation on muscule function in human)」により2006年3月に博士（学術）を取得。  
国立健康・栄養研究所研究員、近畿大学生物理工学部人間工学科講師を経て、2013年4月から2022年3月まで同准教授。2022年4月より順天堂大学スポーツ健康科学部先任准教授。2024年、同教授。

## 人物

### エピソード
- 高校生の頃はコピーライターになりたいと思っていたことがある[12]。
- 筋トレ好きの兄の影響で筋トレ自体は小さい頃からやっていて、小学生の頃にはクリスマスプレゼントに鉄アレイをお願いした[6]。 バーベルを担いだり、本格的なものは高校から始めた[6]。
- 小・中学校で水泳やバレーボール、高校からはラグビーをやっていて[5]、筋トレはあくまで競技力向上のためだった[6]。大学１年の時にけがでラグビーをやめてからはフルコンタクト空手を始めた[6][13]。

### 家族
- 父親は英米児童文学研究者の谷本誠剛。弁護士の兄がいる[6]。
- 妻は『スクールウォーズ・HERO』英語の字幕を作った[13]。1男2女の父[1][6]。

## 主な著書

### 単著
- 『1日10分〈クイック→スロー〉で自在に肉体改造 体脂肪が落ちるトレーニング（カラダをつくる本シリーズ）』（2005年、高橋書店）
- 『筋肉をつける、使う、ケアする―カラダづくり自由自在!』（2006年、ベースボール・マガジン社〈B.B.MOOK―スポーツシリーズ〉）
- 『使える筋肉・使えない筋肉 実技編―強くて使える筋肉をつくるトレーニング法120　実技編』（山海堂〈からだ読本〉、2006年）
- 『筋トレバイブル―アスリート編』（2006年、ベースボール・マガジン社〈SPORTS BIBLE SERIES〉）
- 『トレーニングのホントを知りたい！』（2007年、ベースボール・マガジン社）
- 『筋トレまるわかり大事典』（2010年、ベースボール・マガジン社）
- 『スポーツ科学の教科書――強くなる・うまくなる近道』（2011年、岩波書店〈岩波ジュニア新書〉）
- 『スポーツがうまくなる!! 身体の使い方、鍛え方』（2012年、マイナビ）

### 共著
- （石井直方共著）『スロトレ』（2004年、高橋書店）
- （石井直方監修）『使える筋肉・使えない筋肉（からだ読本シリーズ）』（2005年、山海堂）
- （石井直方監修）『新装版　使える筋肉・使えない筋肉［理論編］』（2008年、ベースボール・マガジン社）
- （石井直方監修）『新装版　使える筋肉・使えない筋肉［実技編］』（2008年、ベースボール・マガジン社）
- （石井直方共著）『体脂肪を減らす筋肉をつける スロー＆クイックトレーニング』（2008年、MCプレス）
- （石井直方共著）『スロートレーニング ビューティダイエット』（2008年、MCプレス）
- （石井直方共著）『5つのコツで もっと伸びる カラダが変わる ストレッチ・メソッド（カラダをつくる本シリーズ）』（2008年、高橋書店）
- （岡田隆、荒川裕志、石井直方共著）『基礎から学ぶ!ストレッチング』（2009年、ベースボール・マガジン社）
- （石井直方共著）『お腹がやせる「体幹」体操』（2014年、マイナビ）
- 『どうぶつ体操: 気持ちがよくて、楽しくて、おまけに痩せる』（2014年、マガジンハウス）
- 『わんニャンたいそう<犬や猫の動きをまねて、健康になるキレイになる>』（2014年、ベースボール・マガジン社）

## TV出演
- 『みんなで筋肉体操』（2018年 - 、NHK）筋肉指導
- 『ホンマでっか!?TV』（2012年 - 、フジテレビ）運動生理学評論家